# Festival of Britain

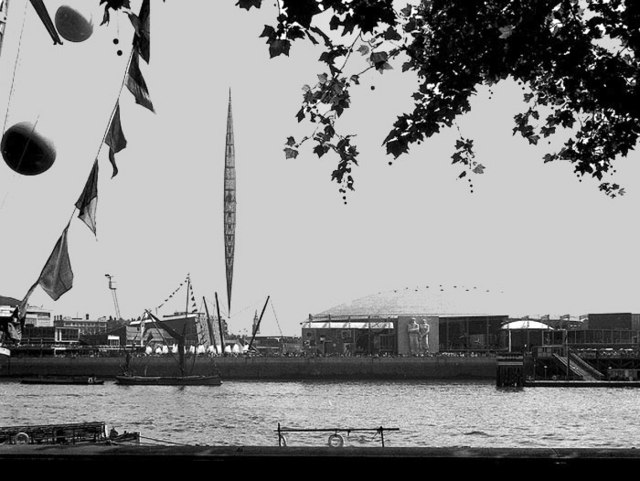
South Bank i London under festivalen

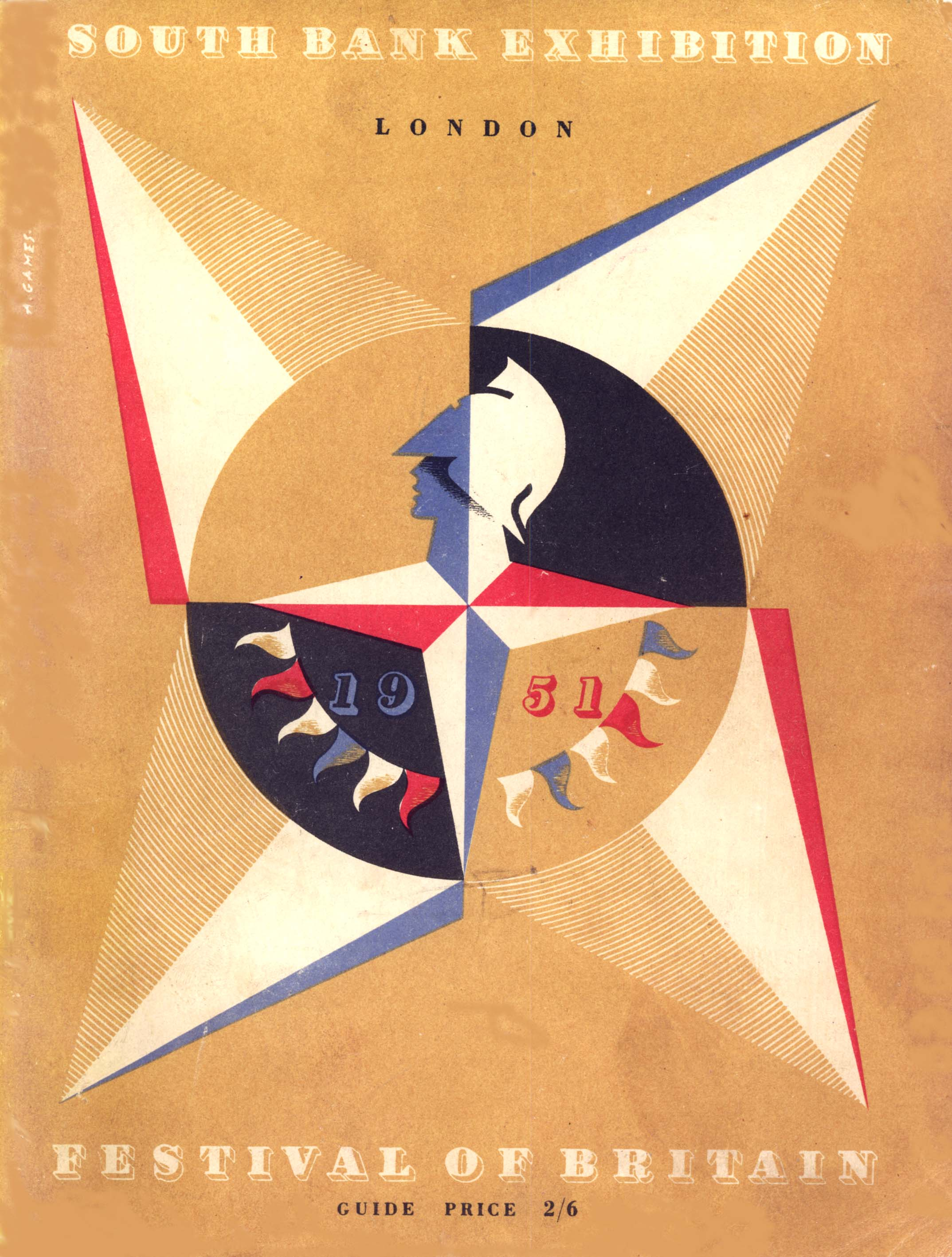
Omslaget till utställningsguiden

Festival of Britain var en landsomfattande utställning som ägde rum sommaren 1951 i Storbritannien med London som huvudort. Festivalen initierades av regeringen och var tänkt att bringa hopp i efterkrigstidens Storbritannien som efter krigsslutet upplevt fortsatta svårigheter och att visa på landets framgångar inom vetenskap, teknik, industridesign, arkitektur och kultur. Centrum för festivalen var Themsens södra strand. Andra evenemang ägde rum i Poplar, Battersea, South Kensington och Glasgow. Firanden skedde i Cardiff, Stratford-upon-Avon, Bath, Perth, Bournemouth, York, Aldeburgh, Inverness, Cheltenham och Oxford.